# Paul Iliescu
Paul Iliescu (n. 7 august 1934) a fost un opozant al regimului comunist.

## Biografie
Paul Iliescu s-a născut la 7 august 1934 în București. După absolvirea liceului s-a înscris la Facultatea de Medicină Generală a Institutului Medico-Farmaceutic din București. În perioada când era student în anul IV a participat la mișcările revendicative ale studenților din București în 1956 (vezi Mișcările studențești din București din 1956). A fost printre organizatorii unui miting de solidaritate în Piața Universității, programat pentru ziua de 15 noiembrie 1956. Studenții urmau să ceară satisfacerea unor revendicări cu caracter politic și social; era însă prevăzută și posibilitatea de transformare a mitingului într-o mișcare de răsturnare a regimului comunist, în cazul în care numărul participanților era mare. A fost arestat la 12 decembrie 1956, fiind judecat în lotul "Ivasiuc". Prin sentința Nr. 481 din 1 aprilie 1957 a Tribunalului Militar București a fost condamnat la un an închisoare corecțională. A fost eliberat, după executarea sentinței, la 11 decembrie 1957.
După eliberare s-a înscris la Facultatea de Electronică din cadrul Institutului Politehnic București. După obținerea diplomei de inginer, s-a angajat ca cercetător la Institutul de Cercetări pentru Industria Electrotehnică. 